# 마이티 조 영 (1998년 영화)
《마이티 조 영》(영어: Mighty Joe Young)은 1998년에 개봉한 미국의 모험 영화이다.

## 줄거리
어린 질 영과 그녀의 영장류학자 어머니 루스는 르완다 산에서 산악고릴라를 연구한다. 질은 아기 고릴라에게 "조"라는 이름을 붙인다. 안드레이 스트라세르가 밀렵꾼 무리를 이끌고 산을 급습하자, 루스가 질을 재우려 할 때 마을의 친구이자 지도자인 퀘리는 남자들이 쳐들어왔다고 경고한다. 루스는 산으로 향하고 질이 뒤따라간다. 스트라세르는 조의 어머니를 살해하고 루스를 쏜다. 조는 스트라세르의 엄지손가락과 검지손가락을 물어뜯고 스트라세르는 복수를 맹세한다. 루스는 죽어가면서 질에게 조를 보호해달라고 약속하게 한다.
12년 후, 로스앤젤레스 동물 보호소의 야생동물 보호구역 책임자인 그레그 오하라가 팡가니 산 근처의 동물을 연구하고 분류하기 위해 아프리카로 온다. 탐험 중, 그의 가이드들이 혈액 샘플 채취를 위해 표범을 잡는 것을 돕는다. 현지인들이 동물을 밀렵하려 할 때, 이제 거의 15피트 키에 2,000파운드 이상의 무게가 나가는 조가 정글에서 나타나 동물을 풀어준다. 남자들이 다시 모이자, 그들은 차량을 이용해 혈액 샘플을 확보하기 위해 조를 평야를 가로질러 추격한다. 조는 거대한 몸집을 이용해 차량들을 무력화시키고 추격자들을 거의 죽일 뻔한 후, 그들은 남은 장비를 챙겨 후퇴하지만 오하라는 조를 더 깊은 정글로 따라가기로 선택한다. 안으로 들어가자, 조는 그레그를 기습하고 겁에 질리게 하지만, 이제 성인이 된 질이 조를 진정시키고 그를 구해준다. 오하라는 나중에 조를 다시 찾으러 가고, 질과의 유대감을 목격한다.
처음에는 그레그를 믿지 않았던 질은 마침내 그에게 설득되어 조의 안전을 위해 로스앤젤레스에 있는 연구소로 조를 옮기기로 한다. 보호소에서, 책임자가 질이 조를 잘 다루는 것을 보고 직원들은 질에게 조를 책임지게 한다. 현재 보츠와나에서 사기성 동물 보호구역을 운영하며 암시장에서 동물 장기를 비밀리에 판매하고 있는 스트라세르는 뉴스 보도에서 조를 보고, 그의 남아프리카인 부하 가스와 함께 조를 잡을 계획으로 미국으로 여행한다. 조는 전시회에서 그를 놀리는 남자 중 한 명을 알아보게 되고, 이로 인해 조는 주변 환경을 파괴하고 난폭하게 행동한다. 질은 보호소 책임자에게 조를 많은 기부자들에게 선보일 예정인 다가오는 갈라를 연기해달라고 설득하려 하지만, 그는 질이 조를 진정시킬 수 있다고 확신한다. 스트라세르를 만난 질은 그가 보호주의자로 위장했기 때문에 그를 알아보지 못한다. 그는 조가 아프리카에 있는 자신의 야생동물 보호구역에 가면 더 많은 공간과 자유를 누릴 것이라고 주장하며 조가 그곳에서 더 잘 지낼 것이라고 말한다. 갈라 동안, 가스는 밀렵꾼의 소음기를 사용하여 조를 다시 격분시킨다. 조는 갈라에서 날뛰며 많은 사람들을 다치게 하고, 자신이 알아본 스트라세르를 거의 죽일 뻔한다. 진정된 후, 조는 콘크리트 벙커에 갇힌다.
질은 조가 안락사될 예정이라는 것을 알고 스트라세르의 제안을 받아들인다. 그녀와 보호구역 직원들은 조를 트럭에 몰래 태워 나가고, 그레그와 질은 가슴 아픈 작별 인사를 나눈다. 그들이 떠나자, 밀렵꾼의 소음기가 발견되고, 그레그는 스트라세르와 가스가 밀렵꾼이며 질과 조가 위험에 처해 있음을 깨닫고 그들을 쫓아간다. 공항으로 가는 길에 그레그의 추격을 받던 질은 스트라세르의 사라진 손가락을 보고 그가 자신의 어머니와 조의 어머니를 모두 살해한 밀렵꾼임을 알아본다. 그녀는 트럭에서 뛰어내려 할리우드 대로로 굴러 떨어지고, 조는 트럭을 옆으로 기울여 도망친다. 헬리콥터의 추격을 받던 조는 산타모니카 피어의 카니발에 도착한다.
그레그는 질을 찾고, 그들은 조가 무심코 혼란을 야기하고 있는 카니발로 조를 추적한다. 스트라세르가 도착하여 질을 쏘려 하지만, 가스는 스트라세르를 배신하고 총을 쳐서 스트라세르가 스포트라이트를 쏘게 만들고, 이로 인해 게임 부스와 대관람차로 번지는 화재가 발생한다. 그레그는 탑승자들을 대피시키는 것을 돕지만, 제이슨이라는 어린 소년이 꼭대기에 갇힌다. 가스를 기절시킨 후, 스트라세르는 다시 질을 죽이려 하지만, 조가 그의 뒤에 나타나 스트라세르를 전력선에 던져 감전사시킨다. 조는 불타는 대관람차에 갇힌 소년을 보고, 바퀴를 기어올라 소년을 성공적으로 구출하지만, 바퀴가 불과 자신의 무게로 인해 무너져 조는 뛰어내려 바퀴가 쓰러지면서 땅에 부딪혀 의식을 잃는다. 질과 구경꾼들이 그가 죽었다고 두려워하고 믿는 몇 분 후, 조는 마침내 깨어나 모든 사람의 안도감을 자아낸다. 질은 조가 안전하려면 여전히 돈을 모아야 한다고 말하고, 군중은 조가 한 일에 대한 감사의 표시로 그 자리에서 기부를 시작한다.
조는 르완다로 돌아가 질과 그레그는 "조 영 야생동물 보호구역"을 개장한다. 영화는 조가 정글로 달려가는 장면으로 끝난다.

## 출연진
- 빌 팩스턴 - 그레그 오하라 교수 역
- 샬리즈 세런 - 질 영 역
  - 미카 부럼 - 어린 질 영 역
- 라데 셰르베지야 - 안드레이 스트라세르 역
- 리지나 킹 - 세실리 뱅크스 역
- 피터 퍼스 - 가스 역
- 너빈 앤드루스 - 핀디 역
- 데이비드 페이머 - 해리 루번 역
- 로버트 위즈덤 - 퀠리 역
- 크리스천 클레먼슨 - 잭 역
- 제프리 블레이크 - 번 역
- 로런스 프레스먼 - 엘리엇 베이커 박사 역
- 존 알렉산더 - 마이티 조 영 역
  - 번 트로이어 - 아기 조 영 역
- 린다 펄 - 루스 영 박사 역
- 코리 벅 - 제이슨 역
- 리처드 릴리 - 코먼 지휘관 역
- 레이 해리하우전 - 파티의 신사 역
- 테리 무어 - 파티의 우아한 여성 역
- 저드슨 밀스 - 성질 급한 운전자 역
- 마거리트 모로 - 리사 역
- 트레이시 월터 - 자연 보호 관리 구역 경비 역
- 래리 브랜던버그 - 유기 동물 보호소 당직자 역
- 리처드 맥고너글 - 판다 주인 역
- 리노 윌슨 - 밀렵꾼 역
- 디나 메릴 - 사교계 여성 역
- 릴리 마리에 - 히로코 역
- 데비 리 캐링턴 - 다른 고릴라 역
- 스칼릿 포머스 - 샬럿 역

## 우리말 녹음
KBS 성우진 (2005년 2월 8일)
- 이선 - 질(샬리즈 세런)
- 장광 - 그레그(빌 팩스턴)
- 김병관 - 스트라세르(라데 셰르베지야)
- 온영삼 - 퀠리(로버트 위즈덤)
- 이진화 - 엄마(린다 펄)
- 김옥경 - 세실리(리지나 킹)
- 김익태 - 해리(데이비드 페이머)
- 남궁윤 - 베이커(로런스 프레스먼)
- 임성표 - 유기 동물 보호소 직원(래리 브랜던버그)
- 황재경 - 제이슨(코리 벅)
- 손선근 - 잭(크리스천 클레먼슨)
- 김영진 - 가스(피터 퍼스)
- 양석정 - 핀디(너빈 앤드루스)
- 장호비 - 경찰(닐 코핏)